# ORP Burza
«Бужа» (пол. ORP Burza) — військовий корабель, ескадрений міноносець типу «Віхр», створений на основі проєкту французьких есмінців типу «Бурраск», військово-морських сил Польщі за часів Другої світової війни.
Ескадрений міноносець «Бужа» був закладений 1 листопада 1927 року на верфі французької компанії Chantiers Navals Français у Кані. 19 квітня 1929 року він був спущений на воду, а 10 липня 1932 року увійшов до складу ВМС Польщі. Корабель брав активну участь у бойових діях на морі за часів Другої світової війни, бився у Північній Атлантиці.

## Історія

### До війни
30 серпня 1939 року, напередодні вторгнення нацистської Німеччини до Польщі, польським есмінцям «Блискавиця», «Бужа» та «Грім» було наказано активізувати план «Пекін», за яким військові кораблі прямували до Великої Британії, звідки вони мали діяти як конвойні кораблі. 1 вересня 1939 року польські есмінці зустрілися з британськими есмінцями «Вондерер» та «Воллес». Британські кораблі вивели польську флотилію до Літа, і вночі польські есмінці прийшли до Росайта.

### 1939
21 листопада 1939 року корабель разом з есмінцями «Гріффін», «Кейт», «Боудісіа», «Джипсі» та «Гром» здійснювали протичовнове патрулювання у Північному морі. При поверненні на базу «Джипсі» наразився поблизу Гаріджу на одну з магнітних морських мін, яку за дві години до цього скинули німецькі гідролітаки. В результаті вибуху корабель переломився майже навпіл. Загинуло 30 членів екіпажу разом з капітаном корабля, 115 осіб були врятовані іншими есмінцями та береговою службою порятунку.

### 1940
7 квітня 1940 року, «Бужа» з есмінцями «Афріді», «Могаук», «Зулу», «Козак», «Кашмір», «Кельвін», «Гуркха», «Гром» і «Блискавиця» вийшов на супровід крейсерів «Аретьюза» і «Галатея», котрі вийшли на перехоплення німецьких капітальних кораблів, що були виявлені повітряною розвідкою у Північному морі. Протягом наступних днів флотське угруповання проводило пошук у відкритому морі.

### 1943
На початку червня «Бужа» разом з есмінцем «Кеппель» та шістьма корветами включили до складу сил забезпечення транспортних конвоїв OS 49 і KMS 116, які прямували Атлантикою до Фрітауна. Додаткове прикриття від ударів з повітря забезпечував крейсер «Гамбія» та авіаносна авіація «Арчера», яких прикривали есмінці «Тіріан» та «Тьюмалт». 23 червня конвой прибув до порту призначення.
У вересні 1943 року есмінець взяв участь в операції «Алакріті»; з ескортним авіаносцем «Фенсер», есмінцями «Інконстант», «Вайтхол», «Реслер», «Гарланд» та «Віконт» вони утворили 8-му групи підтримки для супроводу військових конвоїв на Азорські острови, коли союзники створювали там авіаційні бази.